# انتخابات مجلس الأمن التابع للأمم المتحدة 1986
أُجريت انتخابات مجلس الأمن التابع للأمم المتحدة لعام 1986 في 16 أكتوبر 1986 خلال الدورة الحادية والأربعين للجمعية العامة للأمم المتحدة، التي عقدت في مقر الأمم المتحدة في مدينة نيويورك. انتخبت الجمعية العامة الأرجنتين وإيطاليا واليابان وألمانيا الغربية وزامبيا أعضاءً غير دائمين في مجلس الأمن التابع للأمم المتحدة لمدة عامين تبدأ في 1 يناير 1987.

## القواعد
يتألف مجلس الأمن من 15 مقعدا، يشغلها خمسة أعضاء دائمين وعشرة أعضاء غير دائمين. وفي كل عام، يتم انتخاب نصف الأعضاء غير الدائمين لمدة عامين.   ولا يجوز للعضو الحالي أن يترشح على الفور لإعادة انتخابه. 
وفقًا للقواعد التي يتم بموجبها تناوب المقاعد العشرة غير الدائمة في مجلس الأمن بين الكتل الإقليمية المختلفة التي تقسم إليها الدول الأعضاء في الأمم المتحدة تقليديًا لأغراض التصويت والتمثيل،  يتم تخصيص المقاعد الخمسة المتاحة على النحو التالي:
- مقعد للدول الإفريقية (تشغله مدغشقر)
- مقعد لبلدان المجموعة الآسيوية (تسمى الآن مجموعة آسيا والمحيط الهادئ)[5] (تشغله اليابان)
- مقعد لأمريكا اللاتينية ومنطقة البحر الكاريبي (تشغله ترينيداد وتوباغو)
- مقعدان لمجموعة أوروبا الغربية ودول أخرى (تشغلهما أستراليا والدنمارك)

ولكي يتم انتخابه، يجب أن يحصل المرشح على أغلبية ثلثي الحاضرين والمصوتين. إذا كان التصويت غير حاسم بعد الجولة الأولى، فسيتم إجراء ثلاث جولات من التصويت المقيد، تليها ثلاث جولات من التصويت غير المقيد، وهكذا، حتى يتم الحصول على نتيجة. في التصويت المقيد، لا يجوز التصويت إلا على المرشحين الرسميين، بينما في التصويت غير المقيد، يجوز التصويت على أي عضو في مجموعة إقليمية معينة، باستثناء أعضاء المجلس الحاليين.

### المرشحون
وقبل الانتخابات، أيد مندوب المكسيك نيابة عن مجموعة أمريكا اللاتينية ومنطقة البحر الكاريبي ترشيح الأرجنتين، وأكد مندوب ألمانيا الغربية تأييد مجموعة أوروبا الغربية ودول أخرى لترشيح إيطاليا وكذلك ترشيح بلاده. وأيد مندوب السنغال، متحدثًا باسم حكومته فقط، زامبيا وأوضح أن ترشيح بلاده للدورة التالية. 

## النتيجة
| الدولة                  | الجولة الأولى |
| زامبيا                  | 154           |
| الأرجنتين               | 143           |
| إيطاليا                 | 143           |
| ألمانيا الغربية         | 111           |
| اليابان                 | 107           |
| الهند                   | 36            |
| السويد                  | 16            |
| جمهورية أيرلندا         | 14            |
| بوليفيا                 | 3             |
| الأرجنتين               | 1             |
| بلجيكا                  | 1             |
| بليز                    | 1             |
| كوبا                    | 1             |
| فنلندا                  | 1             |
| اليونان                 | 1             |
| ليسوتو                  | 1             |
| ماليزيا                 | 1             |
| المكسيك                 | 1             |
| هولندا                  | 1             |
| السنغال                 | 1             |
| السودان                 | 1             |
| ممتنعون                 | 0             |
| بطاقات الاقتراع الباطلة | 0             |
| الأغلبية المطلوبة       | 103           |
| أوراق الاقتراع          | 154           |

## روابط خارجية
- وثيقة الأمم المتحدة A/59/881 مذكرة شفوية من البعثة الدائمة لكوستاريكا تحتوي على سجل لانتخابات مجلس الأمن حتى عام 2004